# Peniocereus macdougallii
Peniocereus macdougallii är en kaktusväxtart som beskrevs av Cutak. Peniocereus macdougallii ingår i släktet Peniocereus och familjen kaktusväxter. Inga underarter finns listade i Catalogue of Life.